# 20世紀中國政權列表
下面列出20世紀期間，除了清朝、中華民國、中华人民共和国三個全國性政權之外，中國部分地方所建立或聲稱的地方政權及事實獨立政體。

## 大清残余
- 遜清（1912年-1924年），詳见遜清皇室小朝廷
- 大清（1917年），詳见張勳復辟
- 後清（1924年-1932年），詳见遜清皇室流亡小朝廷

## 中国国民党建立的政权
- 中华民国护国军政府（1915年-1916年），詳见护国运动
- 中华民国护法军政府（1917年–1920年，1920年–1921年），詳见护法运动
- 广州中华民国政府（1921年-1922年），詳见非常国会
- 中华民国陆海军大元帅大本营（1923年-1925年），詳见护法运动

## 中国共产党建立的政权
| 其它地方割據政權 | 其它地方割據政權 | 其它地方割據政權 |
| ---------------- | ---------------- | ---------------- |
| 中华苏维埃共和国 |                  | 中華共和國       |
| 中華蘇維埃共和國 | 中華蘇維埃共和國 | 中華共和國       |

- 中华苏维埃共和国（1931年11月7日-1932年9月22日）：成立於1931年11月7日，由中國共產黨所建，首都位於江西省瑞金市，中國國民黨執行第五次剿共戰爭勝利，被迫戰略轉移至陝甘寧，1937年9月22日宣布取消。
- 中華蘇維埃共和國西北聯邦（包括格勒得沙共和國及博巴人民共和國）
- 中華蘇維埃人民共和國
- 中華蘇維埃民主共和國

## 日本的傀儡政权
- 满洲国→大滿洲帝國（1932年3月1日-1945年8月18日）：九一八事變後由大日本帝國扶植的傀儡政權。首都位於新京（今中國吉林省长春市）。領土包括今天的中國遼寧、吉林和黑龍江三省全境，以及內蒙古東部、河北省北部，以清朝遜帝溥儀為國家元首（稱號為執政，年號為「大同」；後稱皇帝，年號為「康德」）。1945年8月，蘇聯紅軍出兵擊敗了駐守滿洲國的關東軍和滿洲國軍，日本戰敗。1945年8月18日，滿洲國皇帝溥儀宣讀《退位詔書》，滿洲國解散。
- 蒙疆聯合自治政府→蒙古自治邦（1939年-1945年）：蒙古王公德穆楚克棟魯普（德王）在今日內蒙古建立的自治政權。
- 汪精卫政权（1940年3月30日-1945年8月16日）：以汪兆銘為國民政府代主席及行政院長、周佛海、李士群等為主要成員的，在日本侵略軍扶持下於1940年至1945年間的在南京統治的「中華民國國民政府」。因為當時已經遷都重慶（戰時首都）的中華民國國民政府，即重慶政府，不承認汪兆銘的「國民政府」及「行政院長」之職，所以被民國政府稱之為汪偽政府，或南京「偽國民政府」，日本則稱之為南京國民政府。

## 蒙藏疆的政权
| 外蒙古政权 | 外蒙古政权 | 外蒙古政权     |
| ---------- | ---------- | -------------- |
|            |            | 圖瓦人民共和國 |
| 博克多汗国 | 博克多汗国 | 圖瓦人民共和國 |

- 大蒙古國（1911年-1915年、1921年-1924年）→蒙古人民共和國（1924年-1992年）：自1911年辛亥革命期間宣布獨立起，外蒙古即成為事實獨立政權（1919年至1921年除外），中華民國曾長期不承認其獨立的合法性。1945年外蒙古獨立公民投票之後，蒙古的獨立被國際社會所公認，該國也獲得包括中華民國（1946-1953，2002年至今）在內的所有國家的承認。
- 唐努－圖瓦人民共和國→圖瓦人民共和國（1921年8月14日-1944年10月11日）：唐努烏梁海原為外蒙古一部分，1921年8月14日獨立建國，後於1944年10月11日加入蘇聯。
- 西藏 (1912年—1951年)：1912年辛亥革命後，西藏的宗教領袖第十三世達賴喇嘛宣佈解除與清朝的一切關係，由噶廈領導成為一個事實獨立的政權。
- 新疆省（1933年-1944年）：期間由新疆軍閥盛世才建立的事實獨立政權。
- 東突厥斯坦第一共和國（1933年11月12日-1934年2月6日）：1933年11月12日在中國新疆省喀什噶爾地區成立的东突厥斯坦伊斯兰共和国，是一個伊斯蘭共和國。1934年2月6日，被回族軍閥馬仲英所摧毀。
- 東突厥斯坦第二共和國（1944年-1946年）：1944年在中國西北部新疆伊犁等地發生的維吾爾人、哈薩克人分離暴動。11月7日（即蘇聯十月革命紀念日）清晨，伊寧事變爆發，哈薩克民族軍在蘇聯暗中資助下，攻佔市內各重要據點，成立了東突厥斯坦共和國，首都伊寧，主席為蘇聯籍烏孜別克族艾力汗·吐烈，副主席有包尔汉·沙希迪等。中國政府守軍連同避難的3000漢族平民退至機場，激戰87天後失守。1945年初，民族軍控制了伊犁、塔城、阿勒泰三區。

## 流亡政府
| 西藏和新疆政权 | 西藏和新疆政权         | 西藏和新疆政权   |
| -------------- | ---------------------- | ---------------- |
| 藏區           | 東突厥斯坦伊斯蘭共和國 | 東突厥斯坦共和國 |
| 西藏           | 東突第一共和           | 東突第二共和     |

- 西藏流亡政府：西藏現由中華人民共和國實際統治，西藏流亡政府視這種實際控制的狀況為非法的武力佔有，西藏流亡政府的總部在印度的達蘭薩拉。1959年，第十四世达赖喇嘛在西藏貴族反對中華人民共和國統治的武力運動失敗後被迫離開西藏。
- 東突厥斯坦共和國流亡政府：總部在美國，未獲任何國家承認。

## 其他政权
- 中華帝國（1915年12月12日-1916年3月22日）：袁世凱在1915年稱帝成立的政權，1916年3月22日宣布取消帝制，復任中華民國大總統，中華帝國滅亡，其存在僅有102天。
- 中華共和國（1933年11月22日-1934年1月13日）：成立於1933年，是閩變時由陳銘樞、李濟深等人及十九路軍在福州成立的政府名稱。中華共和國由1933年11月22日正式成立至1934年1月13日中央軍進入福州，只維持了53天。